# 터틀넥

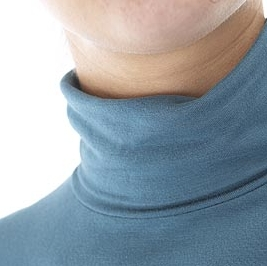

터틀넥(영어: turtleneck)은 목에 밀착된 둥글고 높은 칼라의 일종, 또는 그런 옷깃이 있는 옷을 의미한다. 주로 스웨터나 티셔츠에 사용되고 이중 배치 상태로 착용한다. 거북이 (turtle)가 껍질에서 목을 내는 것과 유사하여 이렇게 불린다. 터틀넥은 북아메리카 영어로, 영국 영어에서는 폴로넥 (polo neck)이라고 부른다.

## 같이 보기
- 라코스테
- 폴로 셔츠
- 랄프 로렌 (기업)
- 깃